# Бирма на летних Олимпийских играх 1972
Бирма принимала участие в Летних Олимпийских играх 1972 года в Мюнхене (ФРГ) в седьмой раз за свою историю, но не завоевала ни одной медали. Сборную страны представлял восемнадцать мужчин в четырех видах спорта.

## Состав и результаты

### Бокс
Мужчины
| Спортсмен    | Категория | Первый раунд       | Второй раунд                        | Четвертьфинал      | Полуфинал          | Финал              | Финал     | Итоговое место |
| Спортсмен    | Категория | Соперник Результат | Соперник Результат                  | Соперник Результат | Соперник Результат | Соперник Результат |           | Итоговое место |
| ------------ | --------- | ------------------ | ----------------------------------- | ------------------ | ------------------ | ------------------ | --------- | -------------- |
| Ванлал Давла | до 51 кг  | не участвовал      | URSЗориктуев Борис Жамьянович П TKO | Не прошёл          | Не прошёл          | Не прошёл          | Не прошёл | 17             |
| Вин Маун     | до 54 кг  | не участвовал      | CUBОрландо Мартинес П 1:4           | Не прошёл          | Не прошёл          | Не прошёл          | Не прошёл | 17             |

### Лёгкая атлетика
Мужчины
Беговые дисциплины
| Спортсмен       | Соревнование | Предварительный раунд | Предварительный раунд | Четвертьфинал | Четвертьфинал | Полуфинал | Полуфинал | Финал     | Финал     |
| Спортсмен       | Соревнование | Результат             | Место                 | Результат     | Место         | Результат | Место     | Результат | Место     |
| --------------- | ------------ | --------------------- | --------------------- | ------------- | ------------- | --------- | --------- | --------- | --------- |
| Джимми Крэмптон | 800 м        | 1:54.2                | 53                    | Не прошёл     | Не прошёл     | Не прошёл | Не прошёл | Не прошёл | Не прошёл |
| Джимми Крэмптон | 1500 м       | 4:06.9                | 63                    | Не прошёл     | Не прошёл     | Не прошёл | Не прошёл | Не прошёл | Не прошёл |

Шоссейные дисциплины
| Спортсмен | Соревнование | Предварительный раунд | Предварительный раунд | Четвертьфинал | Четвертьфинал | Полуфинал | Полуфинал | Финал     | Финал |
| Спортсмен | Соревнование | Результат             | Место                 | Результат     | Место         | Результат | Место     | Результат | Место |
| --------- | ------------ | --------------------- | --------------------- | ------------- | ------------- | --------- | --------- | --------- | ----- |
| Хла Тейн  | марафон      | н/д                   | н/д                   | н/д           | н/д           | н/д       | н/д       | 2:48:53   | 57    |

### Тяжёлая атлетика
Мужчины
| Спортсмен      | Категория | Жим над головой | Жим над головой | Рывок     | Рывок | Толчок    | Толчок | Всего | Место |
| Спортсмен      | Категория | Результат       | Место           | Результат | Место | Результат | Место  | Всего | Место |
| -------------- | --------- | --------------- | --------------- | --------- | ----- | --------- | ------ | ----- | ----- |
| Gyi Aung Maung | до 52 кг  | 95.0            | 11              | 105.0 WR  | 1     | 120.0     | 7      | 320.0 | 5     |

### Футбол
Мужчины
Групповой этап (Группа B)
| Команда | И | В | Н | П | ГЗ | ГП | +/- | Очки |
| ------- | - | - | - | - | -- | -- | --- | ---- |
| СССР    | 3 | 3 | 0 | 0 | 7  | 2  | +5  | 6    |
| Мексика | 3 | 2 | 0 | 1 | 3  | 4  | -1  | 4    |
| Бирма   | 3 | 1 | 0 | 2 | 2  | 2  | 0   | 2    |
| Судан   | 3 | 0 | 0 | 3 | 1  | 5  | −4  | 0    |

| 28 августа 1972 17:30         | \| СССР \| 1:0 Отчёт \| Бирма \| \| Виктор Михайлович Колотов 51′ \| Голы \| \| | Стадион: Регенсбург Зрителей: 6 000 Судья: Джафар Намдар |
| СССР                          | 1:0 Отчёт                                                                       | Бирма                                                    |
| Виктор Михайлович Колотов 51′ | Голы                                                                            |                                                          |

| 30 августа 1972 17:30 | \| Мексика \| 1:0 Отчёт \| Бирма \| \| Леонардо Куэльяр 86′ \| Голы \| \| | Стадион: Нюрнберг Зрителей: 1 000 Судья: Роберт Кварши |
| Мексика               | 1:0 Отчёт                                                                 | Бирма                                                  |
| Леонардо Куэльяр 86′  | Голы                                                                      |                                                        |

| 1 сентября 1972 14:30        | \| Бирма \| 2:0 Отчёт \| Судан \| \| Тан Соэ[англ.] 7′ · Тин Аун Моэ[англ.] 61′ \| Голы \| \| | Стадион: Пассау Зрителей: 2 000 Судья: Мариан Шродецки |
| Бирма                        | 2:0 Отчёт                                                                                     | Судан                                                  |
| Тан Соэ 7′ · Тин Аун Моэ 61′ | Голы                                                                                          |                                                        |

Состав команды
 Бирма — 9 место
| - Ае Маун Чжи - Ае Маун Лей - Кхин Маун Лей | - Маун Маун Тин - Мьин Гю - Мьо Вин Ньюнт | - Сан Ае - Тан Соэ - Тин Аун | - Тин Аун Моэ - Тин Сейн - Вин Маун - Е Ньюнт |